# Cabera apotaeniata
Cabera apotaeniata är en fjärilsart som beskrevs av Eugen Wehrli 1939. Cabera apotaeniata ingår i släktet Cabera och familjen mätare. Inga underarter finns listade i Catalogue of Life.